# Pont sur la Cure (Pierre-Perthuis)
Le pont de Ternos ou pont sur la Cure est un pont situé à Pierre-Perthuis, en France.

## Localisation
Le pont est situé dans le département français de l'Yonne, sur la commune de Pierre-Perthuis.

## Description
Le "vieux pont", ou "pont de Ternos", enjambe la Cure en bas du village de Pierre-Pertuis, au point le plus resserré de la rivière.
Il présente une forme en dos d'âne et a conservé ses pavés et chasse-roues.

## Historique
La date de construction du pont est difficile à préciser. Certains auteurs (Marin et Piquard-Péguet) la situe en 1770 mais le pont pourrait être plus ancien. Ainsi, sa construction a pu être attribuée à Vauban.
L'édifice est classé au titre des monuments historiques en 1921. Il a été restauré en 1925.
Il a servi de décor à une scène de La Grande Vadrouille de Gérard Oury en 1966.